# Arianespace

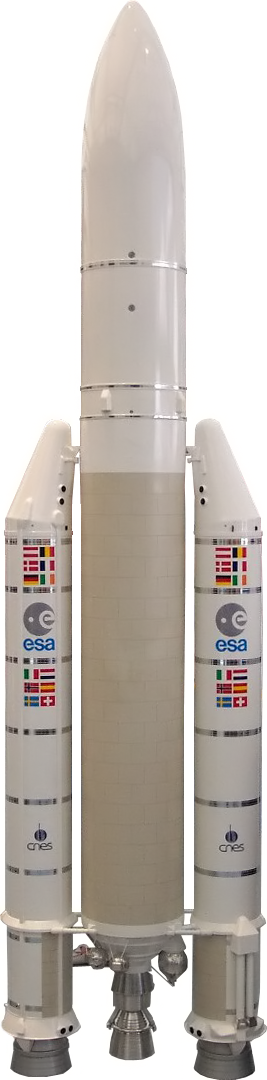
Maqueta del Ariane 5

Arianespace SA es una compañía francesa fundada en 1980, la primera compañía comercial de transporte espacial. Se ocupa de la producción, operación y mercadotecnia del lanzador de cohetes espaciales europeos del programa Ariane. También ofrece otro sistema de lanzamiento alternativo como es el Vega, versión ligera. Arianespace tiene su base de lanzamientos en Kourou, en la Guayana Francesa. Desde mayo de 1984 la compañía ha llevado a cabo más de 240 lanzamientos comerciales.
Arianespace tiene 24 accionistas de 10 países europeos, incluyendo:
- CNES (33%)
- ASTRIUM (26%)

| País         | Accionistas | Capital          |
| ------------ | ----------- | ---------------- |
| Francia      | 7           | 60.12%           |
| Alemania     | 2           | 18.62%           |
| Italia       | 2           | 9.36%            |
| Bélgica      | 3           | 3.15%            |
| Suiza        | 2           | 2.51%            |
| Suecia       | 2           | 2.30%            |
| España       | 3           | 2.01%            |
| Países Bajos | 1           | 1.82%            |
| Noruega      | 1           | 0.10%            |
| Dinamarca    | 1           | no significativo |

Total de 99.99% por suma de redondeos.